# Oxytropis alajica
Oxytropis alajica är en ärtväxtart som beskrevs av Vasiliĭ Petrovich Drobow. Oxytropis alajica ingår i släktet klovedlar, och familjen ärtväxter. Inga underarter finns listade i Catalogue of Life.